# Ricania cervina
Ricania cervina är en insektsart som beskrevs av Melichar 1898. Ricania cervina ingår i släktet Ricania och familjen Ricaniidae. Inga underarter finns listade i Catalogue of Life.